# Toxicity
Toxicity är System of a Downs andra album, utgivet 2001. Det har sålt över 12 miljoner exemplar världen över och uppnått platinastatus tre gånger om i USA. Albumet debuterade på plats 1 både på Billboard 200-listan och på den kanadensiska topplistan. Det är det enda System of a Down-album som inte har ett Parental Advisory-märke på sig, trots att det förekommer smärre svordomar. Artworken på albumets framsida är skapad av Mark Wakefield, tidigare sångare i bandet Xero (numera känt som Linkin Park). Albumet är med på Blenders lista 500 CDs You Must Own Before You Die och det kom på plats 28 på MusicRadars lista The 50 Greatest Heavy Metal Albums of All Time och på plats 44 på Rolling Stones lista 100 Best Albums of the Decade for 2000's. 2015 placerade Spin albumet på plats 219 på listan "The 300 Best Albums of the Past 30 Years (1985–2014)".
Totalt 33 låtar spelades in till albumet och några av de låtar som inte kom med på albumet läckte senare ut internet i maj 2002 under namnet Toxicity II. Låten "X" är delvis skriven av Ontronik "Andy" Khachaturian och var först tänkt att släppas på debutalbumet, men så blev inte fallet. I låten "Prison Song" kritiserar bandet USA:s fängelsepolitik och låten "ATWA" är en referens till Charles Mansons akronym med samma namn, som enligt honom utgör livskrafterna som bibehåller en ekologisk balans på jorden. Richard Cheese and Lounge Against the Machine har paroiderat albumets titel med deras skiva Tuxicity, där de även gör en parodi på låten "Chop Suey!".
En EP med titeln More Toxicity lanserades i Frankrike under 2001 och innehåller förutom fyra liveversioner av bandet även "Johnny".

## Låtlista
Alla låtar är skrivna och komponerade av System of a Down, om inte annat anges. 
| Nr  | Titel                                                     | Längd |
| --- | --------------------------------------------------------- | ----- |
| 1.  | Prison Song                                               | 3:21  |
| 2.  | Needles                                                   | 3:13  |
| 3.  | Deer Dance                                                | 2:55  |
| 4.  | Jet Pilot                                                 | 2:06  |
| 5.  | X                                                         | 1:58  |
| 6.  | Chop Suey!                                                | 3:32  |
| 7.  | Bounce                                                    | 1:54  |
| 8.  | Forest                                                    | 4:00  |
| 9.  | ATWA (Air, Trees, Water, Animals eller All the Way Alive) | 2:56  |
| 10. | Science                                                   | 2:43  |
| 11. | Shimmy                                                    | 1:51  |
| 12. | Toxicity                                                  | 3:39  |
| 13. | Psycho                                                    | 3:45  |
| 14. | Aerials (tillsammans med "Arto")                          | 6:11  |

| 15. | Johnny                   | 2:09 |
| 16. | Sugar (Live-version)     | 2:27 |
| 17. | War? (Live-version)      | 2:48 |
| 18. | Suite-Pee (Live-version) | 2:58 |
| 19. | Know (Live-version)      | 3:03 |

| 1. | Toxicity    |  |
| 2. | Prison Song |  |
| 3. | Chop Suey!  |  |
| 4. | Bounce      |  |

### Gömda låtar
Nästan direkt efter att "Aerials" tar slut startar en låt som kallas "Arto" (efter artisten Arto Tunçboyacıyan). Låten har även fått namnet "Der Voghormia", vilket betyder "Fader, ha förbarmande" (som är namnet på en armenisk bön).